# Due Signore

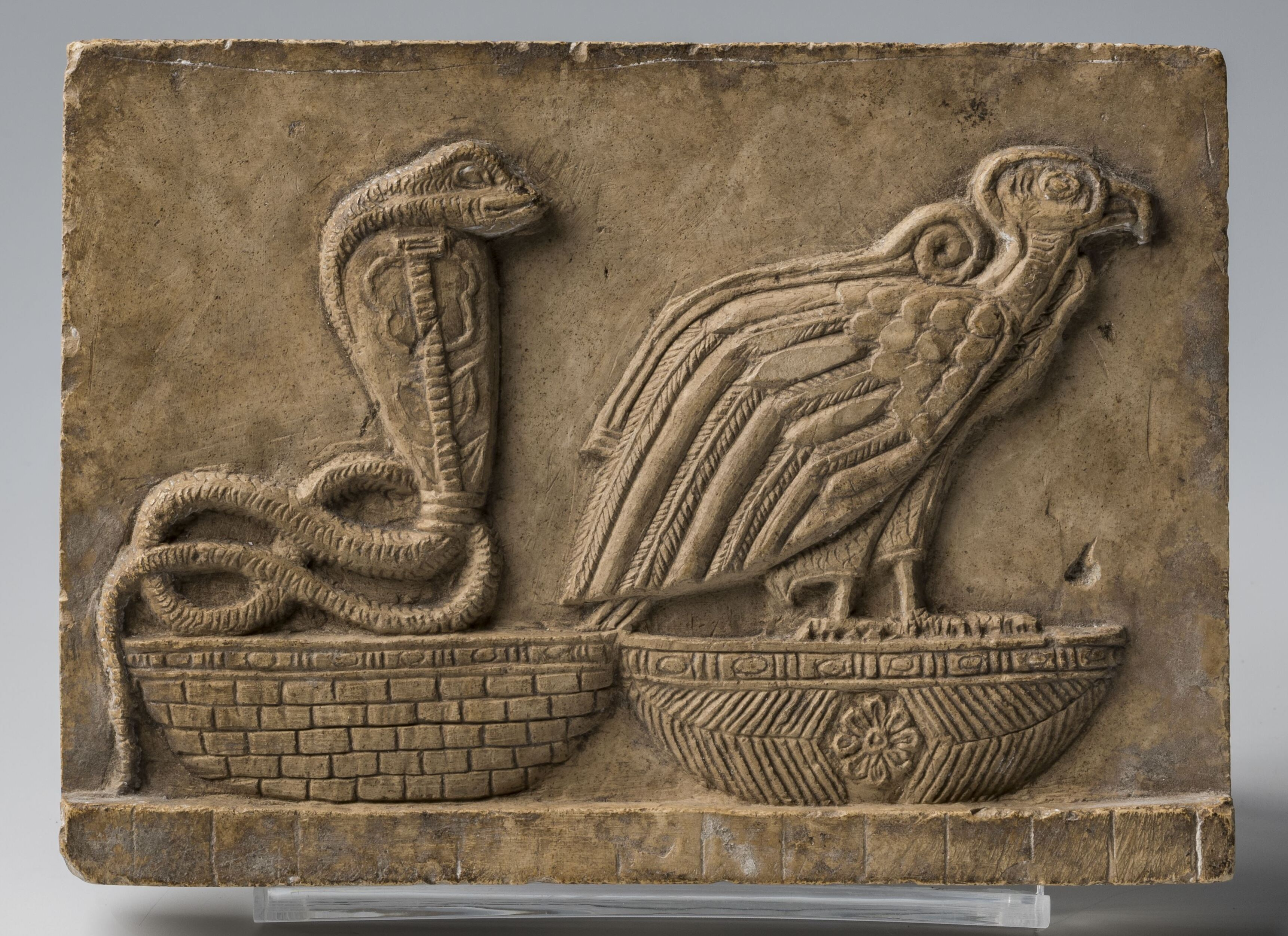
Rappresentazione in forma di animale delle Due Dame (modello dello scultore di geroglifico del titolo reale, calcare, tra il 332 e il 30 a.C. Museo Egizio, Torino)

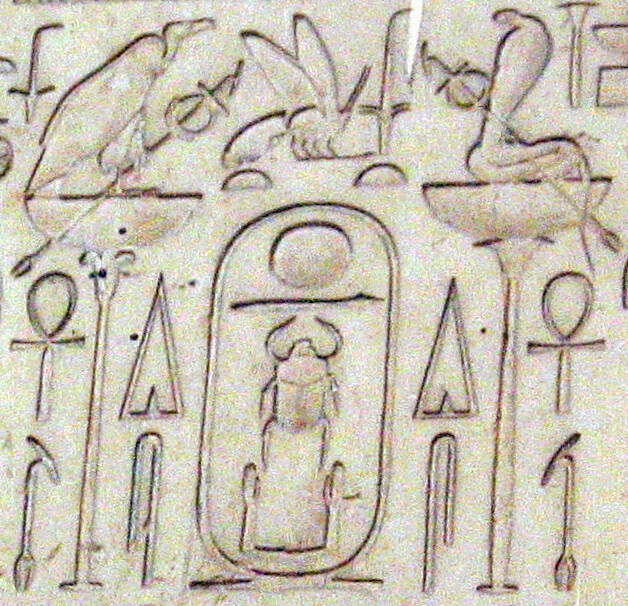
Sulla stele di Tuthmosis I

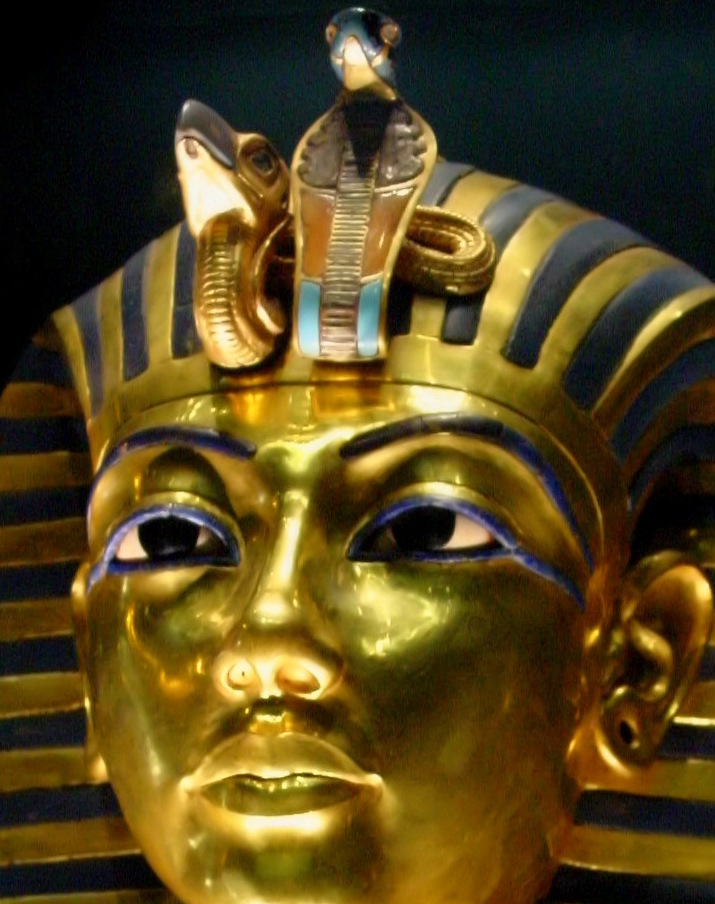
Ureo combinato

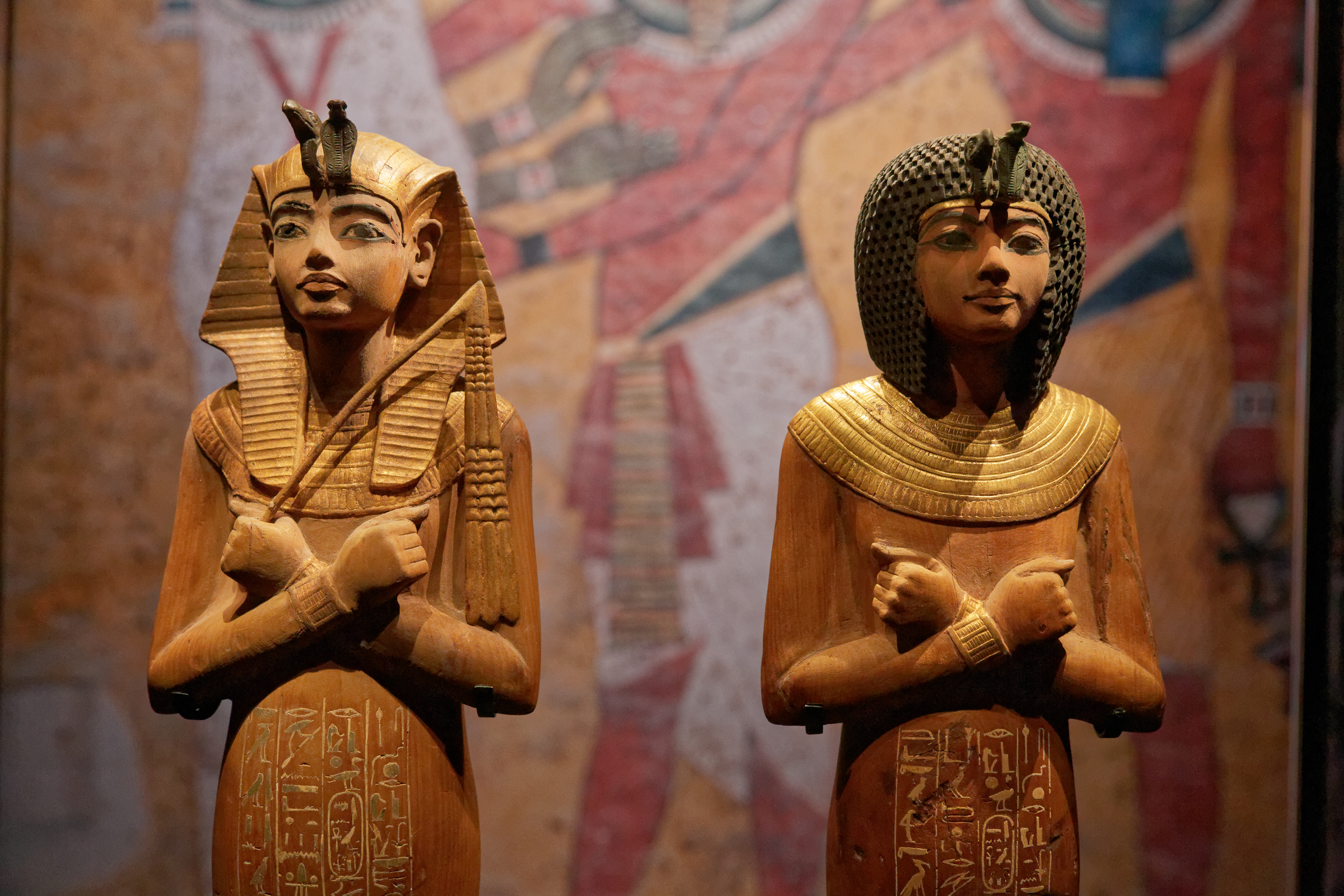
Ureo combinato

Nei testi dell'antico Egitto, le "Due Signore" (in lingua egizia nbty, a volte traslitterato Nebty) era un epiteto religioso per le dee Uadjet e Nekhbet, due divinità che erano protettrici degli antichi egizi e venerate da tutti dopo l'unificazione delle sue due parti, Basso Egitto e Alto Egitto. Quando le due parti dell'Egitto furono unite, non vi fu alcuna unione di queste divinità come invece spesso accadeva con divinità simili provenienti da varie regioni e città. Entrambe le dee furono mantenute per l'importanza dei loro ruoli e divennero note come le Due Signore,  considerate le protettrici dell'Egitto unificato.
Dopo l'unificazione, l'immagine di Nekhbet si unì a Uadjet nell'ureo e da allora in poi furono raffigurate insieme come parte delle corone dei sovrani dell'Egitto. Le Due Dame avevano il compito di stabilire le leggi, proteggere i governanti e le campagne egiziane e promuovere la pace.

## Utilizzo negli epiteti
Le divinità considerate più sante nel pantheon egiziano venivano solitamente chiamate con epiteti o altri titoli, a volte in grandi sequenze di titoli, per mantenere segreti i loro nomi ai nemici e ai miscredenti e per mostrare rispetto verso i loro poteri.
Un esempio dell'uso di questo termine nei riferimenti testuali può essere trovato nella seguente commemorazione di una campagna militare sotto il faraone Amenofi III riportata su tre stele scolpite nella roccia. Nel testo viene chiamato Nebmaatra. Risalgono al suo quinto anno e sono stati trovati vicino ad Assuan e all'isola Sai in Nubia. Il resoconto ufficiale della sua vittoria militare sottolinea la sua abilità marziale con la tipica iperbole usata da tutti i faraoni, ma afferma che le Due Signore gli apparvero per fornirgli consigli e un avvertimento riguardo al capo dell'esercito Kush.

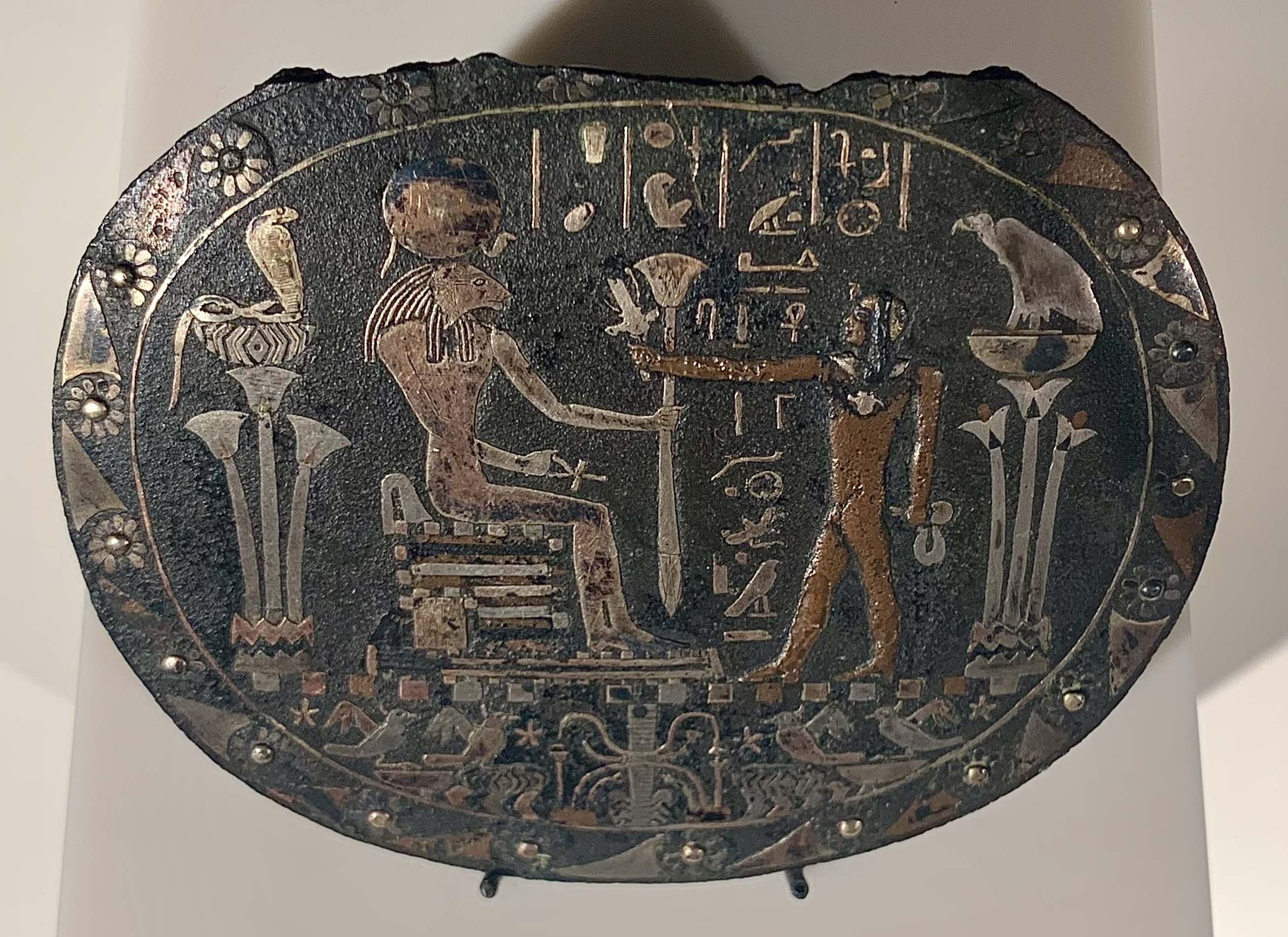
Immagine da una collana rituale Menat, raffigurante un rituale eseguito davanti a una statua di Sekhmet sul suo trono dove è affiancata dalla dea Uadjet come cobra e dalla dea Nekhbet come grifone, simboli rispettivamente del Basso e dell'Alto Egitto; il supplicante tiene in mano un menat completo e un sistro per il rito, 870 a.C. circa (Berlino, Altes Museum, numero di catalogo 23733)

Anno di Regno 5, terzo mese dell'Inondazione, giorno 2.... apparendo in verità, [le] Due Signore, che [stabiliscono] leggi e [pacificano] le Due Terre... [al] Re dell'Alto e del Basso Egitto, Nebmaatra, erede di Ra, figlio di Ra, [Amenhotep, sovrano di Tebe]... venne a dire [al faraone]: "Il caduto del vile Kush ha complottato una ribellione nel suo cuore". [Il faraone] condusse alla vittoria; lo completò nella sua prima campagna di vittoria. [Il faraone] li raggiunse come il colpo d'ala di un falco... Ikheni, il vanaglorioso in mezzo all'esercito, non conosceva il leone che era davanti a lui. Nebmaatra era il leone dagli occhi feroci i cui artigli afferrarono il vile Kush, che calpestò tutti i suoi capi nelle loro valli, venendo abbattuti nel loro sangue, uno sopra l'altro 
Il riferimento ai leoni dagli occhi feroci è un altro epiteto, legato alla divinità della guerra Sekhmet, la feroce dea guerriera dell'Egitto che proteggeva il faraone in battaglia, conquistava i suoi nemici e portava alla vittoria. Era raffigurata come una leonessa e si diceva che il faraone-guerriero fosse suo figlio, quindi un leone. Bastet era la sua controparte in una delle due terre, ma dopo l'unificazione Sekhmet rimase il feroce guerriero e a Bastet furono assegnati altri compiti nel pantheon egiziano.
Queste tre divinità erano le più forti patrone dell'antico Egitto. Non furono mai sostituite da divinità la cui importanza importanza per gli egiziani poteva variare nel tempo, quando i faraoni sceglievano un patrono personale speciale, un tempio diventava estremamente potente o le capitali cambiavano. L'uso dell'immagine delle due dee protettrici sull'ureo fu mantenuto anche durante il regno di Akhenaton, che potrebbe aver soppresso il culto di divinità diverse dal suo prescelto, Aton. Anche il suo nome Hebty, o Nebty, deriva da una radice con le Due Signore, come si vede nell'immagine ierografica del nome Hebty di Akhenaton, Wernesytemakhetaten e dovrebbe essere tradotta come Lui delle Due Signore, Grande della regalità ad Akhetaten. In questo si differenziava da nessun altro faraone e l'importanza di queste divinità tradizionali persistette sottilmente durante tutto il suo regno, quando cercò di spezzare il potere del tempio di Amon. Non appena terminò il suo regno, le antiche tradizioni religiose furono ripristinate integralmente e in modo uniforme, successivamente abbracciate dai successivi sovrani stranieri dell'Egitto fino al crollo dell'Impero romano.
Sulla parte centrale della collana Menat mostrata sopra, le Due Signore fiancheggiano una statua di Sekhmet, che viene placata dal faraone durante una cerimonia nel tempio. La loro collocazione accanto a lei nel tempio della dea leonessa dimostra l'autorità con cui è sempre stata associata e l'importanza di un'associazione con le Due Signore.

## Il nome Nebty

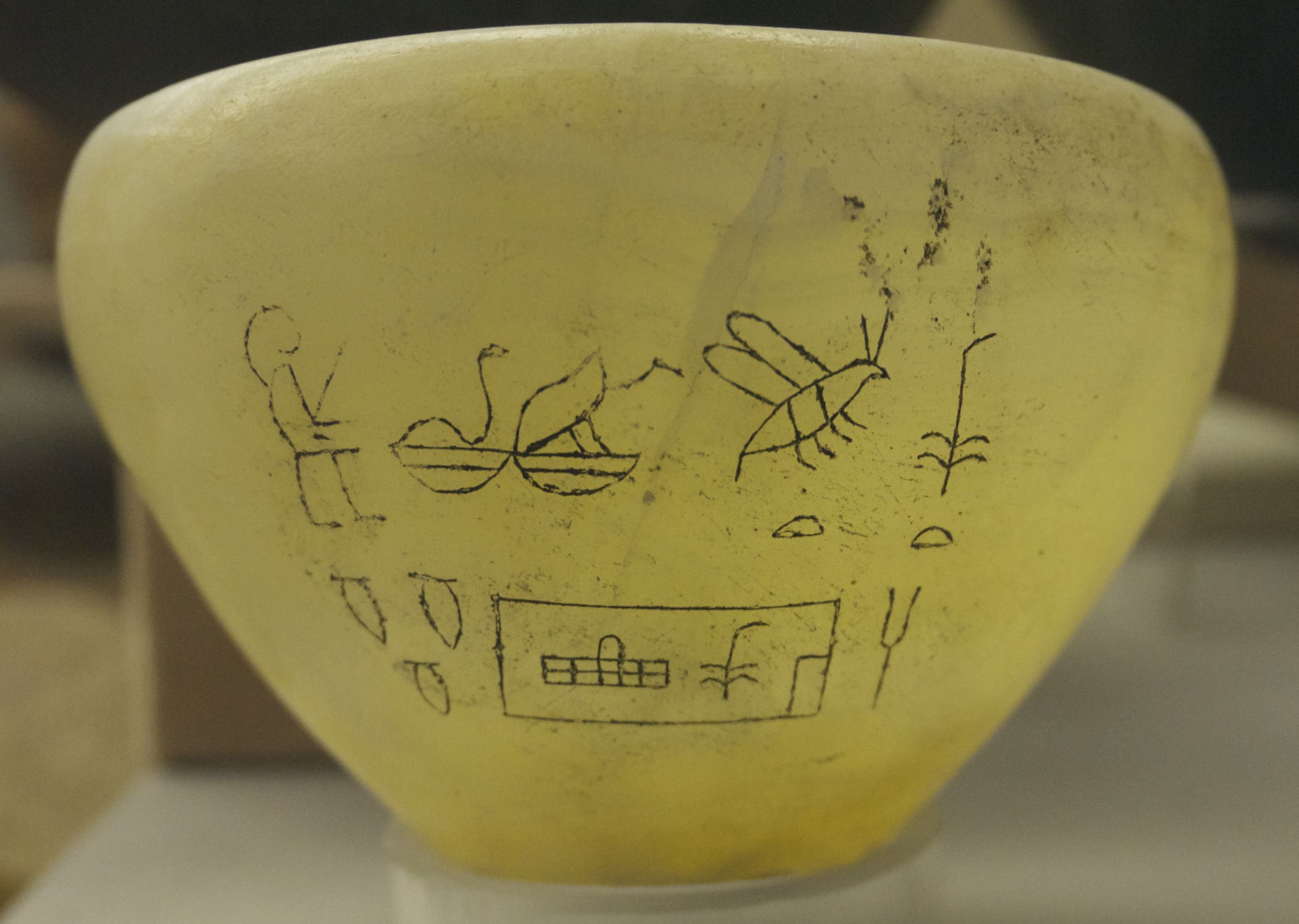
Vaso di alabastro con inciso il nome Nebty di Semerkhet, il primo faraone conosciuto a usare questo nome

| G16 |

Il nome nebty, che letteralmente significa "Due Signore", è uno dei titoli di un faraone, secondo la denominazione standard utilizzata dagli antichi egizi. Il nome era legato alle dee protettrici dell'Alto e del Basso Egitto:
- Nekhbet, divinità protettrice dell'Alto Egitto, era rappresentata come un grifone, e
- Uadjet, divinità protettrice del Basso Egitto, era rappresentato come un cobra egiziano.

Il nome nebty viene utilizzato per la prima volta in modo definitivo intorno al 2920 a.C. dal faraone della Prima Dinastia Semerkhet, sebbene divenne un titolo completamente indipendente solo dalla Dodicesima Dinastia, iniziata nel 1991 a.C.
In genere, questo nome non si trova all'interno di un cartiglio o di un serekh, ma inizia sempre con i geroglifici di un avvoltoio e di un cobra, ciascuno appoggiato su un cesto, che simboleggia il doppio nome "nebty". Il resto del titolo varia a seconda del faraone e sarebbe stato letto lui/lei delle Due Signore,  seguito dal significato del resto del titolo. La traduzione del nome nebty per un faraone è spesso abbreviata, omettendo la frase sopra citata che si trova all'inizio di ogni nome nebty, rendendo difficile la piena comprensione del titolo.

## Rappresentazione tolemaica antropomorfa
Il Tempio di Horo a Edfu è un tempio che fu costruito sopra le rovine di un altro antico tempio durante la dinastia tolemaica, tra il 237 a.C. e il 57 a.C. durante il regno di Cleopatra VII, che fu l'ultimo faraone regnante prima che l'Egitto fosse incluso nell'Impero romano.

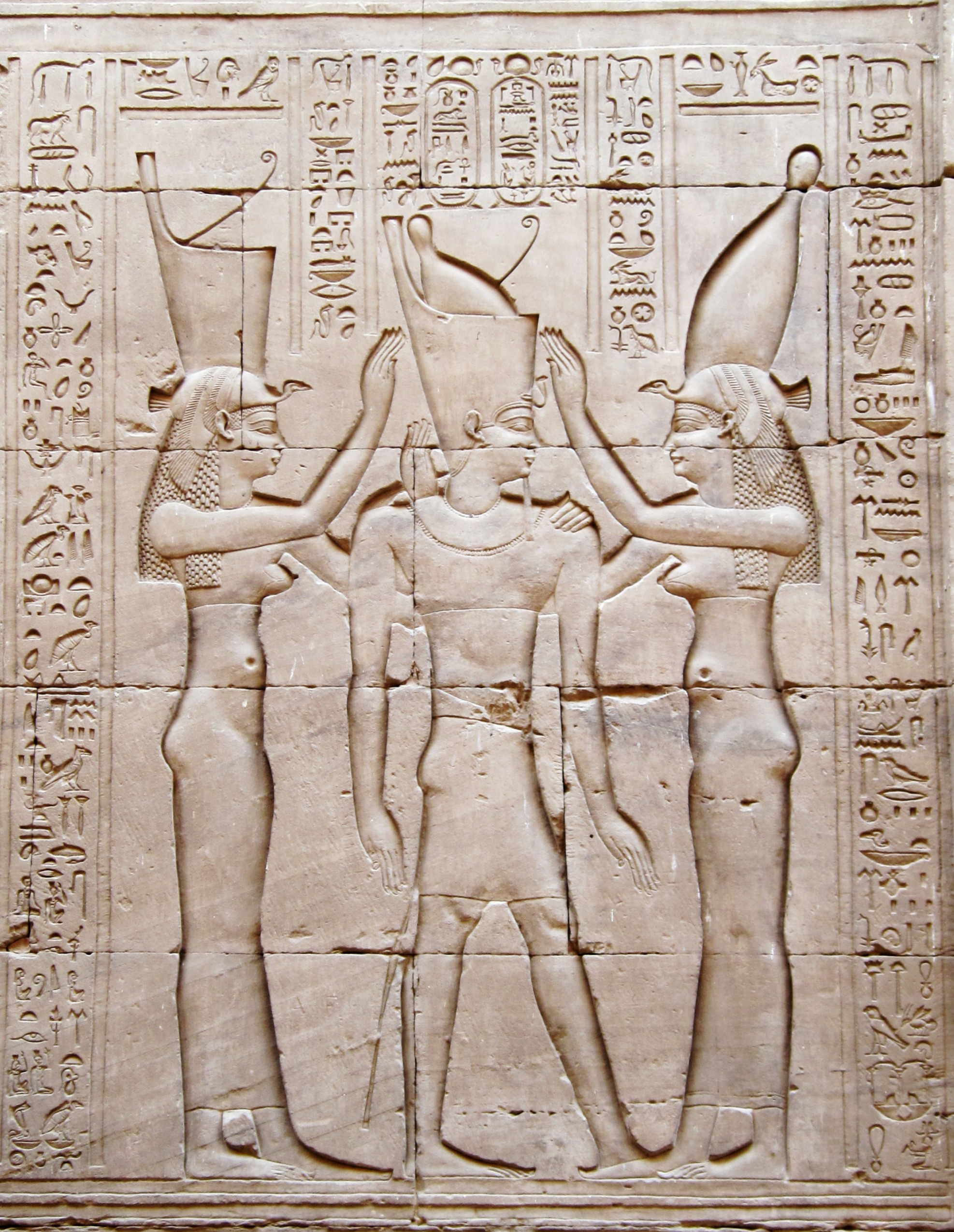
Nel tempio tolemaico di Edfu un rilievo mostra le Due Signore che incoronano un faraone

Nel rilievo del tempio, le due dee sono raffigurate mentre incoronano un faraone tolemaico con la doppia corona derivata dalla combinazione delle loro corone separate. Le Due Signore sono rappresentate interamente come donne, allo stesso modo di alcune altre dee dell'Antico Egitto, senza nessuno dei dettagli zoomorfi caratteristici delle tradizionali immagini dell'Antico Egitto.
Anche i copricapi delle dee nelle immagini in rilievo non sono coerenti con la tradizione. Un avvoltoio viene visualizzato come base in entrambi i copricapi. L'avvoltoio non è mai stato in relazione con entrambi, ma solo con Nekhbet, e il cobra che rappresenta Uadjet manca da quello che viene rappresentato come il suo copricapo. Questo dettaglio è un sottile indicatore della mancanza di comprensione delle antiche tradizioni culturali da parte dei sovrani stranieri che, tuttavia, preferivano essere visti come una continuazione culturale.
Questi regnanti greci abbracciarono le tradizioni dell'Antico Egitto, anche se con le loro interpretazioni e stili diversi e a volte introducendo concetti che gli antichi egizi non avrebbero rappresentato, basati su fatti paralleli con le tradizioni e concetti greci. Le credenze religiose greche e romane erano significativamente meno zoomorfe di quelle degli antichi egizi. Nelle tradizioni egiziane indigene, queste dee potrebbero essere state raffigurate come donne con le teste dei rispettivi animali che rappresentavano più tipicamente le divinità quando non erano raffigurate solo come animali ad esse associati.